# José Santos Valdés
José Santos Valdés Martínez (n. el 1 de agosto de 1997 en Saltillo, México) es un tirador deportivo mexicano. Fue ganador de la medalla de plata en Rifle de aire 10 m Equipo NOC Mixto en los Juegos Olímpicos de la Juventud de Nankín 2014.

## Carrera
Valdés participó en la Copa Mundial ISSF 2014, desarrollada en Fort Benning, donde obtuvo el segundo lugar en la competencia Rifle de Aire 10 m Juveniles con 199,3 puntos.
El segundo lugar obtenido en Copa Mundial ISSF 2014 lo habilitó a participar de los Juegos Olímpicos de la Juventud de Nankín 2014,  dado que el campeonato de Fort Benning contaba como competición clasificatoria para los mismos. En los 2.os Juegos Juveniles, compitiendo en el evento Rifle de aire 10 m Equipo NOC Mixto formó dupla con la argentina Fernanda Russo, y ambos obtuvieron la medalla de plata.